# Francesco Randon
Francesco Randon (Castelgomberto, 23 novembre 1925 – Bergamo, 12 luglio 2015) è stato un calciatore italiano, di ruolo centrocampista.

## Biografia

### Morte
Muore a Bergamo il 12 luglio 2015, all'età di 89 anni.

## Carriera
Centrocampista dotato di grande determinazione e temperamento, debuttò in Serie A con l'Atalanta, che lo aveva acquista dal Cassano, società di Serie C.
A Bergamo disputò quattro tornei, tutti in massima serie, mettendosi in luce per la continuità delle prestazioni. Ceduto al Catania, in Serie B, realizzò quattordici reti nel primo campionato e sette nel secondo, meritandosi la chiamata del Bologna. Nel capoluogo emiliano disputò ben sette stagioni, guadagnandosi la fiducia del presidente rossoblu Renato Dall'Ara.
Chiuse infine la carriera al Brescia in B.
In carriera ha totalizzato complessivamente 253 presenze e 22 reti in Serie A e 78 presenze e 23 reti in Serie B.